# Ipiranga do Sul
Ipiranga do Sul este un oraș în Rio Grande do Sul (RS), Brazilia.